# Solet annuere (Innozenz IV.)
Mit der  päpstlichen Bulle Solet annuere bestätigte Papst Innozenz IV. am 9. August 1253 die Ordensregeln der Klarissen.

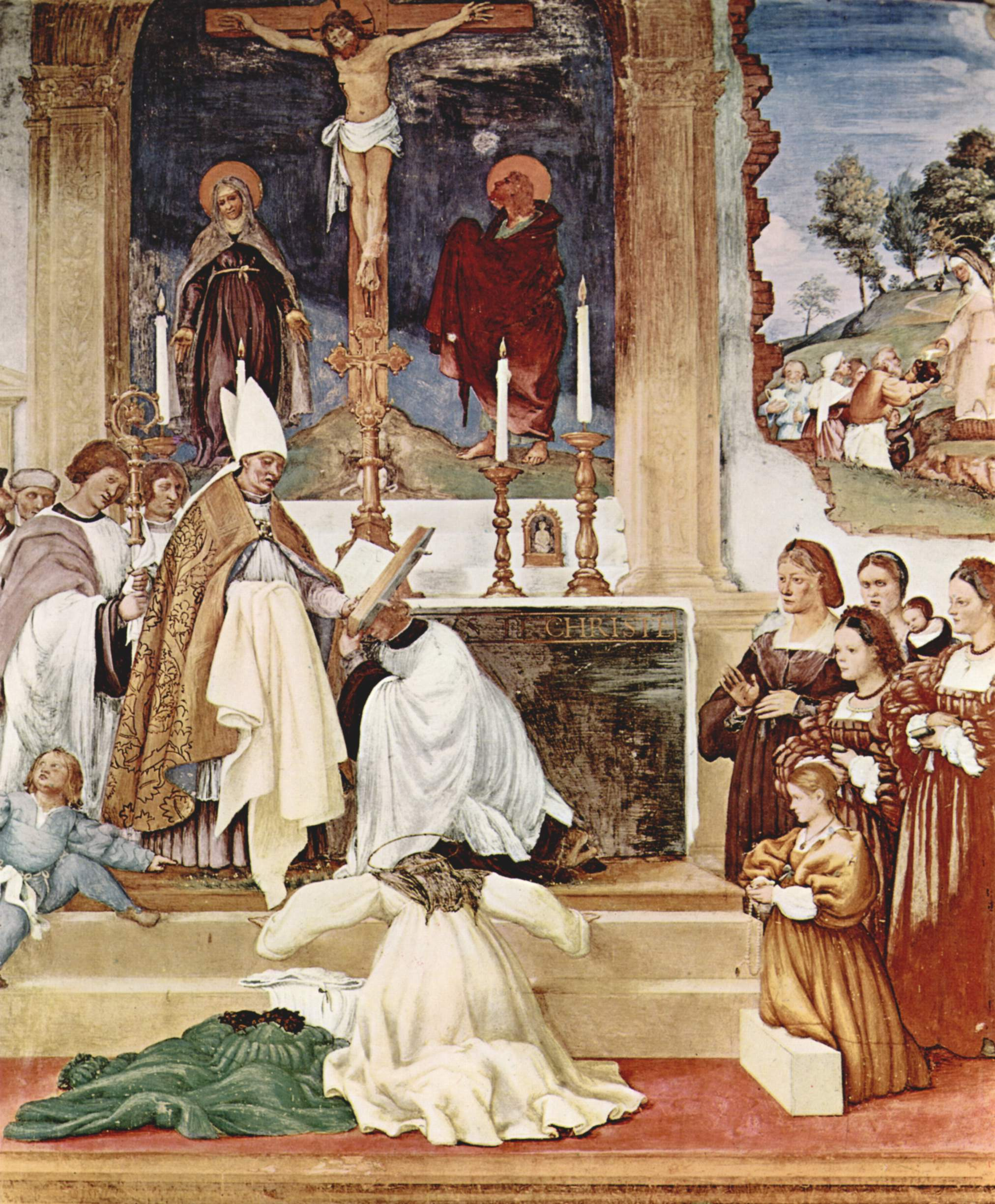
Einkleidung der Hl. Klara, Fresko von Lorenzo Lotto

Klara von Assisi hatte bereits 1238, die Ordensregeln für die Klarissen, die nach den Regeln der Franziskaner aufgestellt waren, bei Papst Gregor IX. vorgelegt, der diese aber nicht  approbierte. 
1247 verfasste die Hl. Klara einen weiteren Regelentwurf  und reichte diesen, während eines Besuchs bei Papst Innozenz IV., neuerlich ein, der diese überarbeiteten Ordensregeln schließlich am 9. August 1253 genehmigte. 
Am 10. August 1253 wurden die bullierten Regeln durch Boten zu Klara, die sich in San Damiano aufhielt, überbracht, Klara von Assisi starb am 11. August 1253. 
In wesentlichen Grundzügen wird mit dieser Gründungsbulle das „Armutsprivileg“ aufgenommen, denn der Hl. Klara war die Armut eine Konsequenz ihrer Treue zum Evangelium.